# H. Bruce Humberstone
H. Bruce Humberstone (* 18. November 1901 in Buffalo, New York; † 11. Oktober 1984 in Woodland Hills, Los Angeles, Kalifornien) war ein US-amerikanischer Filmregisseur.

## Leben
Humberstone inszenierte 1924 einen ersten Kurzfilm und war dann ab 1926 bis Anfang der 1930er Jahre vor allem als Regieassistent tätig. Hier arbeitete er mit Regisseuren wie Fred Niblo und Sam Taylor zusammen. Ab 1932 konzentrierte er sich auf seine eigene Laufbahn als Regisseur. So war er im gleichen Jahr an dem Episodenfilm Wenn ich eine Million hätte beteiligt, an dem auch Regisseure wie Ernst Lubitsch und Norman Z. McLeod eigene Episoden in Szene setzten.
Bis Ende der 1950er Jahre war er ein vielbeschäftigter Regisseur, der sich auch an verschiedenen Genres ausprobierte. In den 1930er Jahren drehte er vier Filme um die Figur des Charlie Chan, in den 1950er Jahren einige Filme mit Tarzan als Hauptcharakter. Mit I Wake Up Screaming (1941) lieferte Humberstone auch einen Beitrag zum Film noir. Insgesamt entstanden unter seiner Regie mehr als 50 Produktionen.
1962 inszenierte er mit Madison Avenue seinen letzten Spielfilm, im Anschluss war er noch bis Mitte des Jahrzehnts als Regisseur für verschiedene Fernsehserien tätig.
Im Jahr 1960 wurde Humberstone mit einem Stern auf dem Hollywood Walk of Fame geehrt.

## Filmografie (Auswahl)

### Regieassistent
- 1926: Die Kameliendame (Camille)
- 1927: Meine beste Freundin (My Best Girl)
- 1928: Die Verschwörer (Two Lovers)
- 1932: Luana (Bird of Paradise)

### Regie
- 1932: Strangers of the Evening
- 1932: The Crooked Circle
- 1932: Wenn ich eine Million hätte (If I Had a Million)
- 1933: Abenteuer in zwei Erdteilen (King of the Jungle)
- 1933: Goodbye Love
- 1934: Merry Wives of Reno
- 1934: The Dragon Murder Case
- 1935: Silk Hat Kid
- 1935: Der Mann, den niemand sah (Ladies Love Danger)
- 1936: Three Live Ghosts
- 1936: Charlie Chan beim Pferderennen (Charlie Chan at the Race Track)
- 1936: Charlie Chan in der Oper (Charlie Chan at the Opera)
- 1937: Charlie Chan bei den Olympischen Spielen (Charlie Chan at the Olympics)
- 1937: Checkers
- 1938: Rascals
- 1938: Time Out for Murder
- 1938: While New York Sleeps
- 1938: Charlie Chan in Honolulu
- 1939: Pardon Our Nerve
- 1939: Pack Up Your Troubles
- 1940: Lucky Cisco Kid
- 1940: The Quarterback
- 1941: Tall, Dark and Handsome
- 1941: Adoptiertes Glück (Sun Valley Serenade)
- 1941: I Wake Up Screaming
- 1942: To the Shores of Tripoli
- 1942: Iceland
- 1943: Hello, Frisco, Hello
- 1944: Pin Up Girl
- 1945: Der Wundermann (Wonder Man)
- 1945: Within These Walls
- 1945: Three Little Girls in Blue
- 1947: Endspurt (The Homestretch)
- 1948: Rache ohne Gnade (Fury at Furnace Creek)
- 1950: Südsee-Vagabunden (South Sea Sinner)
- 1951: Glücklich und verliebt (Happy Go Lovely)
- 1952: She’s Working Her Way Through College
- 1953: El Khobar – Schrecken der Wüste (The Desert Song)
- 1955: Rächer in Schwarz (Ten Wanted Men)
- 1955: Die purpurrote Maske (The Purple Mask)
- 1957: Tarzan und die verschollene Safari (Tarzan and the Lost Safari)
- 1958: Tarzans Kampf ums Leben (Tarzan's Fight for Life)
- 1958: Tarzan und die Jäger (Tarzan and the Trappers)
- 1961: Madison Avenue